# Neugrünberg
Neugrünberg ist ein Gemeindeteil der Gemeinde Kulmain im oberpfälzischen Landkreis Tirschenreuth.

## Geografie
Die Einöde Neugrünberg auf der Gemarkung Lenau liegt am östlichen Fuß des 800 Meter hohen Scheibenberges im Südwesten des Fichtelgebirges und sechs Kilometer nördlich von Kulmain.

## Geschichte
Das bayerische Urkataster zeigte Neugrünberg in den 1810er Jahren als Einzelgehöft, das inmitten der Aue des Saugrabenbaches lag, eines rechten Zuflusses der Fichtelnaab. Mit dem bayerischen Gemeindeedikt von 1818 gehörte Neugrünberg zur Ruralgemeinde Lenau. Am 1. Januar 1978 wurde die Gemeinde Lenau im Zuge der Gebietsreform in Bayern aufgelöst und Neugrünberg in die Gemeinde Kulmain eingegliedert. Unmittelbar nordwestlich des Hofes wird Teichwirtschaft betrieben.
| Jahr          | 001824 | 001875 | 001885 | 001900 | 001925 | 001950 | 001961 | 001970 | 001987 |
| Einwohnerzahl | 5      | 8      | 5      | 4      | 6      | 5      | 3      | 5      | 5      |